# اضمحلال المسافة
اضمحلال المسافة عبارة عن مصطلح جغرافي يصف تأثير المسافة على التفاعلات الثقافية أو المكانية. ويشير تأثير اضمحلال المسافة إلى اضمحلال التفاعل بين المنطقتين المحليتين مع زيادة المسافة بينهما. وبمجرد أن تصبح المسافة خارج إطار مساحة النشاط للمنطقتين المحليتين، تقل التفاعلات بينهما.
مع ظهور وسائل السفر الأكثر سرعة، أصبح للمسافة تأثير أقل عما كان عليه الحال في الماضي، باستثناء أن تلك الأماكن التي كانت مربوطة ببعضها البعض بشكل جيد من قبل عن طريق السكك الحديدية قد سقطت من تلك المعادلة. كما قللت التطورات التي نشأت في تقنيات الاتصالات، مثل الهواتف وعمليات البث عبر الراديو والتلفاز وشبكة الإنترنت، بشكل أكبر من تأثيرات المسافة.
وتشتمل المصطلحات ذات الصلة بهذا المصطلح على «الاحتكاك الناجم عن المسافة»، والذي يصف القوة التي تخلق اضمحلال المسافة وأول قانون للجغرافيا وضعه والدو آر توبلير، وهو عبارة عن بيان غير رسمي بأن «كل الأشياء تكون مرتبطة ببعضها، إلا أن الأشياء التي تكون أقرب من بعضها تكون علاقتها ببعضها أقوى من الأشياء البعيدة».
ويتم تمثيل اضمحلال المسافة بشكل بياني من خلال خط مقوس يميل نحو الانخفاض بشكل مقعر مع زيادة المسافة على محور السينات. ويمكن تمثيل اضمحلال المسافة بشكل حسابي من خلال استخدام التعبير I=1/d²، حيث يشير I إلى التفاعل وd إلى المسافة، وهناك أشكال أخرى. كما أنه يعد عاملاً مؤثرًا كذلك في قرارات الهجرة، حيث يؤدي إلى جعل العديد من المهاجرين يسافرون مسافة أقل مما فكروا فيه في البداية.
ويظهر اضمحلال المسافة كذلك في مراكز المدن. حيث يمكن أن يشير إلى:
-عدد المشاة الذين ينتقلون من قلب مركز مقاطعة الأعمال (CBD).
- انخفاض جودة الشوارع مع زيادة المسافة من المركز كذلك.
- انخفاض جودة المتاجر مع زيادة المسافة من المركز كذلك.
- انخفاض ارتفاع المباني مع زيادة المسافة من المركز.
- انخفاض ثمن الأراضي مع زيادة المسافة من المركز.